# Joseph Pelet de la Lozère
Privat Joseph Claramont Pelet, comte Pelet de la Lozère, est un homme politique français né à Saint-Jean-du-Gard (Gard) le 12 juillet 1785 et mort à Villers-Cotterêts (Aisne) le 9 février 1871.

## Biographie
Issu d'une famille protestante, fils aîné de Jean Pelet de la Lozère (1759-1842), homme politique sous le Premier Empire, et de Marie-Antoinette Rodier, il fait ses études à Paris, Lyon et Genève et entre comme surnuméraire au ministère de l'Intérieur. Il est nommé auditeur au Conseil d'État en 1806 et, peu après, administrateur général des forêts de la Couronne. Il est promu maître des requêtes en 1811 et nommé administrateur du domaine extraordinaire (1814). Il épouse (1812) Sophie Otto de Mosloy, fille de Louis-Guillaume Otto (1754-1817), comte de Mosloy, ancien ambassadeur à Vienne (Autriche).
Nommé préfet de Loir-et-Cher le 24 février 1819 sous la Restauration, il est destitué comme libéral, et aussi, dit-on, comme protestant, par le comte de Corbière en 1823. Il est promu conseiller d'État.

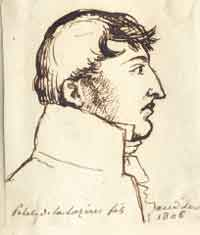
Pelet de la Lozère, auditeur, par Frédéric Christophe d'Houdetot (1778–1859).

Élu député du 1er arrondissement de Loir-et-Cher (Blois) le 17 novembre 1827 et le même jour dans le 2e arrondissement (Vendôme), il opte pour Blois et prend place au centre-gauche de la Chambre. Il vote notamment contre le cabinet Polignac.
Réélu à Blois le 12 juillet 1830, il se rallie à la monarchie de Juillet et soutient le gouvernement de ses votes, tout en opinant quelquefois avec le Tiers Parti. Lors des élections générales du 5 juillet 1831, il est réélu député de Blois et élu également dans la 2e circonscription de la Lozère (Florac) et opte pour Blois, où il est réélu le 21 juin 1834.
En février 1835, le maréchal Soult, sollicité par Louis-Philippe pour former un nouveau ministère, pressent Pelet de la Lozère, ainsi que Jean-Louis Calmon et Charles Dupin, mais cette combinaison n'aboutit pas. Néanmoins, l'année suivante, Pelet de la Lozère devient ministre de l’Instruction publique dans le premier ministère Thiers du 22 février au 6 septembre 1836. Il attache son nom à la « loi Pelet » du 23 juin 1836 (il s’agit en fait d’une ordonnance royale), qui incite les communes à avoir au moins une école primaire de filles.
En raison de cette nomination, il doit se représenter devant ses électeurs et est réélu le 30 mars 1836. Après avoir quitté le ministère, il entre dans l'opposition active au gouvernement Molé. Sans doute pour le désarmer, celui-ci le fait nommer pair de France dans la fournée du 3 octobre 1837, composée d'hommes du Tiers Parti, de députés juste-milieu et de légitimistes ralliés. Mais, à la Chambre des pairs, Pelet de la Lozère conserve son indépendance de jugement et de vote.
En 1840, il est ministre des Finances dans le second ministère Thiers, orienté au centre gauche, du 1er mars au 28 octobre.
Il prend part, au début de 1848, au débat sur l'adresse en réponse au discours du Trône. Après la Révolution de 1848, il se retire de la vie publique et meurt à Villers-Cotterêts en 1871. C'est son neveu, Pierre Eugène Roussel, qui est son légataire universel ; il lègue toutefois à son cousin Fernand Salanson le château du Solier.
De 1830 à 1848, il fait partie des membres de l'église du Réveil dite Chapelle Taitbout, également fréquentée par d'autres figures de l'aristocratie et de la bourgeoisie protestantes parisiennes.
De 1848 à 1867, il accepte les fonctions de conseiller général du canton de Saint-Jean-du-Gard.

## Décorations
- Grand Officier de la Légion d'honneur.

## Œuvres
Pelet de la Lozère a rédigé un très intéressant ouvrage à partir de notes prises durant les séances du Conseil d'État présidées par Napoléon Ier auxquelles il a assisté sous le titre Opinions de Napoléon sur divers sujets de politique et d'administration recueillies par un membre de son Conseil d'État (1833).
On lui doit aussi un Précis de l'histoire des États-Unis d'Amérique depuis leur colonisation (1845) et un recueil de Pensées morales et politiques (1873).

## Domicile
- Paris, rue des Champs-Élysées, n° 4 (1841)

### Sources
- Benoît Yvert (dir.), Dictionnaire des ministres de 1789 à 1989, Paris, Perrin, 1990, p. 169
- « Joseph Pelet de la Lozère », dans Adolphe Robert et Gaston Cougny, Dictionnaire des parlementaires français, Edgar Bourloton, 1889-1891 [détail de l’édition]